# Lepthyphantes kenyensis
Lepthyphantes kenyensis är en spindelart som beskrevs av Robert Bosmans 1979. Lepthyphantes kenyensis ingår i släktet Lepthyphantes och familjen täckvävarspindlar.
Artens utbredningsområde är Kenya. Inga underarter finns listade i Catalogue of Life.